# Astragalus acantherioceras
Astragalus acantherioceras är en ärtväxtart som beskrevs av Karl Heinz Rechinger och Mogens Engell Köie. Astragalus acantherioceras ingår i släktet vedlar, och familjen ärtväxter. Inga underarter finns listade i Catalogue of Life.